# کاسالمورانو
کاسالمورانو (به ایتالیایی: Casalmorano) یک کومونه در ایتالیا است که در استان کریمونا واقع شده‌است. کاسالمورانو ۱۲٫۲ کیلومتر مربع مساحت و ۱٬۷۱۰ نفر جمعیت دارد.